# Radio Exitosa
Radio Exitosa (más conocida como Exitosa) es una cadena de radio peruana de programación informativa, miscelánea y deportiva. Es propiedad de Corporación Universal.
Su estación principal es OCW-4Z FM, la cual transmite en la frecuencia 95.5 MHz de la banda FM de Lima. La emisora posee varias estaciones repetidoras a nivel nacional, además transmite vía Internet en el resto del país y en todo el mundo.

## Historia
Radio Exitosa es una emisora de radio peruana que empezó a emitir en Chiclayo en 2004 con el nombre de La Exitosa. Al principio, la emisora ofrecía una mezcla de géneros musicales como salsa, cumbia, merengue, vallenato y tecno, junto con breves segmentos de noticias introducidos en 2006. Tras el éxito inicial, Radio Exitosa se expandió a otras provincias para ofrecer noticias con un atractivo popular.
En 2008, la emisora reorientó su programación para centrarse en noticias y contenidos varios, y pasó a llamarse Exitosa Noticias. Un año después, lanzó una emisión en FM en Lima Este, en 94.9 MHz, sustituyendo a su emisora hermana, La Karibeña. El 1 de octubre de 2010, Corporación Universal adquirió la frecuencia de 96.1 MHz de Radio Miraflores, lo que permitió a Exitosa expandirse por todo Lima. Inicialmente, la emisora mantuvo parte de la programación de Radio Miraflores, que incluía música de las décadas de 1960 a 1990. Sin embargo, a finales de año, Exitosa intercambió frecuencias con su emisora hermana La Kalle en 95.5 MHz para llegar a un público más amplio.

### Evolución del formato
En 2011, Radio Exitosa adoptó un formato de noticias y música, presentando principalmente baladas en español de los años setenta y ochenta. Ese mismo año, el descenso de audiencia hizo que se pasara a la música andina de Perú y Bolivia. A finales de 2013, Exitosa Radio había hecho una transición completa a un formato orientado a las noticias, con cobertura de la actualidad las 24 horas del día.
En 2014, la emisora lanzó Exitosa TV, un canal de televisión digital terrestre, que reflejaba gran parte de la programación radiofónica. En 2016, Exitosa reintrodujo la programación musical en horario nocturno, con baladas clásicas, rock y música latinoamericana. Tras el fallecimiento del periodista Rubén Sánchez, figura destacada de la emisora, el 12 de septiembre de 2016, la emisora volvió a un formato de noticias a tiempo completo en 2017. Aunque Exitosa reintrodujo brevemente bloques musicales a finales de 2017, esto continuó solo hasta 2018. En 2020, Exitosa emitió una emisión especial de música para las celebraciones de Año Nuevo.
A inicios de octubre de 2024 Radio Exitosa lanzó una repetidora en los 100.7 MHz, en reemplazo de Radio Satélite por baja audiencia.

## Audiencia y perspectiva editorial
En 2020, Radio Exitosa alcanzó una audiencia semanal estimada de 2.95 millones de oyentes, según datos del CPI. El equipo de la emisora incluye periodistas de diversa procedencia política, entre ellos algunos exafines al fujimorismo, como Nicolás Lúcar, conocido periodista y antiguo familiar del ejecutivo de medios José Enrique Crousillat. En 2023, el Instituto Reuters para el Estudio del Periodismo señaló que la perspectiva editorial de Exitosa muestra tendencias hacia el populismo de izquierda.

## Frecuencias

### Actuales
FM
| Ciudad           | Indicativo | Frecuencia | PRA   | Tiempo        |
| ---------------- | ---------- | ---------- | ----- | ------------- |
| Abancay          | OAT-5E FM  | 101.5 MHz  | 250 W | 2010-presente |
| Andahuaylas      | OAT-5H FM  | 94.9 MHz   | 500 W | 2010-presente |
| Arequipa         | OAT-6V FM  | 104.9 MHz  | 1 kW  | 2010-presente |
| Asia             | OCO-4M FM  | 89.3 MHz   | 100 W | 2010-presente |
| Ayacucho         | OAT-5H FM  | 97.3 MHz   | 500 W | 2010-presente |
| Azángaro         | OAJ-7P FM  | 101.5 MHz  | 500 W | 2013-presente |
| Barranca         | OAJ-4V FM  | 100.7 MHz  | 1 kW  | 2014-presente |
| Cajamarca        | OBW-2Z FM  | 91.1 MHz   | 1 kW  | 2011-presente |
| Callao           | OBT-4K FM  | 100.7 MHz  | 650 W | 2024-presente |
| Canta            | OBW-2Z FM  | 95.9 MHz   | 1 kW  | 2011-presente |
| Camaná           | OBT-7S FM  | 88.5 MHz   | 700 W | 2012-presente |
| Casma            | OCT-3D FM  | 102.9 MHz  | 500 W | 2012-presente |
| Caylloma         | OBT-6M FM  | 94.5 MHz   | 500 W | 2011-presente |
| Cañete           | OBR-4K FM  | 99.9 MHz   | 1 kW  | 2010-presente |
| Cerro de Pasco   | OAO-4P FM  | 105.5 MHz  | 1 kW  | 2010-presente |
| Chachapoyas      | OBW-9R FM  | 98.3 MHz   | 1 kW  | 2023-presente |
| Chiclayo         | OBW-1L FM  | 98.9 MHz   | 1 kW  | 2023-presente |
| Chimbote         | OCT-3X FM  | 105.9 MHz  | 1 kW  | 2023-presente |
| Chincha          | OCR-5B FM  | 100.5 MHz  | 1 kW  | 2010-presente |
| Chivay           | OAO-6N     | 100.3 MHz  | 250W  | 2020-presente |
| Chulucanas       | OCR-5B FM  | 102.9 MHz  | 1 kW  | 2010-presente |
| Cusco            | OCZ-7M FM  | 99.3 MHz   | 500 W | 2010-presente |
| Ferreñafe        | OBW-1L FM  | 98.9 MHz   | 1 kW  | 2023-presente |
| Huacho           | OBT-4U FM  | 96.1 MHz   | 1 kW  | 2023-presente |
| Huancabamba      | OBF-1T FM  | 90.5 MHz   | 700 W | 2013-presente |
| Huancayo         | OBW-4L FM  | 95.1 MHz   | 1 kW  | 2010-presente |
| Huancavelica     | OBT-5M FM  | 91.5 MHz   | 250 W | 2010-presente |
| Huánuco          | OBW-3E FM  | 99.3 MHz   | 1 kW  | 2021-presente |
| Huaral           | OBT-4Y FM  | 96.9 MHz   | 250 W | 2013-presente |
| Huaraz           | OCZ-3Z FM  | 88.7 MHz   | 250 W | 2024-presente |
| Ica              | OBT-5J FM  | 97.3 MHz   | 1 kW  | 2014-presente |
| Ilo              | OBT-6I FM  | 92.9 MHz   | 1 kW  | 2010-presente |
| Iquitos          | OCW-8J FM  | 92.5 MHz   | 1 kW  | 2010-presente |
| Jaén             | OCT-2S FM  | 93.3 MHz   | 1 kW  | 2010-presente |
| Jauja            | OCJ-4E FM  | 107.5 MHz  | 1 kW  | 2011-presente |
| Juliaca          | OCW-7O FM  | 97.1 MHz   | 1 kW  | 2023-presente |
| Lambayeque       | OBW-1L FM  | 98.9 MHz   | 1 kW  | 2023-presente |
| La Joya          | OAQ-6R FM  | 99.5 MHz   | 1 kW  | 2012-presente |
| La Unión         | OAQ-6R FM  | 98.9 MHz   | 1 kW  | 2012-presente |
| Lima             | OCW-4Z FM  | 95.5 MHz   | 20 kW | 2011-presente |
| Mala             | OCO-4M FM  | 89.3 MHz   | 100 W | 2010-presente |
| Marcona          | OAK-2P FM  | 98.3 MHz   | 500 W | 2016-presente |
| Mollendo         | OAK-6P FM  | 107.5 MHz  | 500 W | 2012-presente |
| Moquegua         | OAR-6P FM  | 99.3 MHz   | 1 kW  | 2025-presente |
| Moyobamba        | OAT-9Q FM  | 98.1 MHz   | 1 kW  | 2012-presente |
| Nazca            | OCQ-5H FM  | 100.7 MHz  | 1 kW  | 2013-presente |
| Oxapampa         | OCQ-5H FM  | 106.5 MHz  | 1 kW  | 2023-presente |
| Pacasmayo        | OAK-2B FM  | 107.3 MHz  | 300 W | 2011-presente |
| Paita            | OAK-2B FM  | 89.3 MHz   | 1 kW  | 2011-presente |
| Pampacolca       | OBK-5Z FM  | 103.5 MHz  | 2 kW  | 2012-presente |
| Palpa            | OBK-5Z FM  | 94.7 MHz   | 2 kW  | 2012-presente |
| Pedregal         | OBK-5Z FM  | 94.5 MHz   | 1 kW  | 2012-presente |
| Piura            | OCZ-1W FM  | 104.1 MHz  | 2 kW  | 2023-presente |
| Pisco            | OBT-5T FM  | 95.5 MHz   | 1 kW  | 2010-presente |
| Pucallpa         | OCZ-8E FM  | 96.1 MHz   | 500 W | 2012-presente |
| Puerto Maldonado | OAT-7X FM  | 102.7 MHz  | 1 kW  | 2011-presente |
| Puno             | OAT-7M FM  | 89.5 MHz   | 1 kW  | 2017-presente |
| Quillabamba      | OCQ-7O FM  | 105.5 MHz  | 500 W | 2021-presente |
| Saposoa          | OAM-7A FM  | 104.1 MHz  | 1 kW  | 2011-presente |
| Sullana          | OAT-1H FM  | 90.1 MHz   | 1 kW  | 2011-presente |
| Tacna            | OCZ-6H FM  | 98.1 MHz   | 250 W | 2010-presente |
| Talara           | OCT-1O FM  | 103.9 MHz  | 1 kW  | 2010-presente |
| Tarma            | OAT-7M FM  | 104.9 MHz  | 1 kW  | 2010-presente |
| Tarapoto         | OCW-9V FM  | 100.1 MHz  | 1 kW  | 2013-presente |
| Trujillo         | OAT-2A FM  | 103.3 MHz  | 1 kW  | 2010-presente |
| Tumbes           | OCT-1E FM  | 89.7 MHz   | 1 kW  | 2023-presente |
| Urubamba         | OCZ-7M FM  | 89.5 MHz   | 500 W | 2023-presente |
| Yurimaguas       | OAQ-8Q FM  | 90.1 MHz   | 500 W | 2011-presente |

AM
| Ciudad  | Indicativo | Frecuencia | PRA   | Tiempo        |
| ------- | ---------- | ---------- | ----- | ------------- |
| Lima    | OBZ-4A AM  | 800 kHz    | 20 kW | 2024-presente |
| Sicuani | OAM-7A AM  | 1390 kHz   | 1 kW  | 2010-presente |

### Anteriores
| Ciudad      | Indicador | Frecuencia | PRA   | Tiempo    |
| ----------- | --------- | ---------- | ----- | --------- |
| Lima Este   | OCW-4U FM | 98.7 MHz   | 250 W | 2009-2010 |
| Lima        | OCR-4N FM | 96.1 MHz   | 6 kW  | 2010-2011 |
| Chiclayo    | OCW-1Z FM | 106.9 MHz  | 650 W | 2010-2023 |
| Cuajone     | OCW-1Z FM | 107.1 MHz  | 1 W   | 2013-2025 |
| Huacho      | OBQ-4Q FM | 90.9 FM    | 1kW   | 2011-2023 |
| Huánuco     | OCT-3G FM | 91.9 MHz   | 250 W | 2010-2021 |
| Huaraz      | OCZ-3Z FM | 92.5 MHz   | 250 W | 2012-2019 |
| Huaraz      | OCZ-3Z FM | 98.9 MHz   | 250 W | 2021-2024 |
| Ica         | OCZ-5X FM | 94.7 MHz   | 1 kW  | 2009-2013 |
| Juliaca     | OAT-7H FM | 89.5 MHz   | 250 W | 2011-2023 |
| Moquegua    | OAT-7H FM | 102.3 MHz  | 1 W   | 2010-2025 |
| Ventanilla  | OAT-4F FM | 91.5 MHz   | 1 kW  | 2010-2013 |
| Tarapoto    | OCW-9U FM | 95.1 MHz   | 1 kW  | 2011-2013 |
| Tingo María | OAR-3S FM | 102.5 MHz  | 1 kW  | 2011-2014 |
| Tumbes      | OCW-1X FM | 94.3 MHz   | 1 kW  | 2010-2023 |
| Piura       | OCW-1Y FM | 90.7 MHz   | 2 kW  | 2011-2023 |
| Puno        | OAT-7M FM | 107.1 MHz  | 1 kW  | 2017      |

## Eslóganes
| Tiempo                   | Eslóganes |
| ------------------------ | --- |
| 2004-2008                | ¡Qué rica radio! |
| 2010-2020                | La Radio del Perú - 2012-2015 La única radio que te escucha y te deja hablar - 2015-2020 Te informa con la verdad - 2019-2020 Es más |
| 2021-2022; 2025-presente | La Voz de los que no tienen Voz - 2012-2015 La única radio que te escucha y te deja hablar - 2018-presente Exitosa, Perú - 2019-presente Estamos cuando la gente nos necesita - 2019-presente En Exitosa, te escuchamos - 2019-presente La plataforma de información y entretenimiento más completa del país - Elecciones-2021 La voz que integra al país. |
| 2023-2025                | La Voz que integra al Perú - 2018-presente Exitosa, Perú - 2019-presente Estamos cuando la gente nos necesita - 2019-presente En Exitosa, te escuchamos - 2020-presente La plataforma de información más completa del país |